# Antoine-César de Choiseul-Praslin

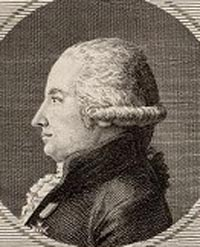
Antoine-César de Choiseul-Praslin

Antoine-César de Choiseul-Praslin, duc de Praslin (* 6. April 1756 in Paris; † 28. Januar 1808 ebenda), war ein Maréchal de camp und Politiker in der Regierung des Französischen Konsulats.

## Leben
Er war der Sohn von Renaud César de Choiseul-Praslin (1735–1791) und der Suzanne Marguerite Philippine de Durfort de Lorges (1737–1806). Seine Mutter war die Tochter von Guy Louis de Durfort, duc de Lorges und Randan, und der Marie Marguerite Butault de Marsan. Sein Vater war Botschafter in Neapel und sein Großvater Minister unter Ludwig XV.
Er hatte zwei Geschwister:
- César-Hippolyte de Choiseul-Praslin, comte de Sainte-Suzanne (1757–1793) ⚭ Joséphine de Choiseul d’Esquilly
- Julie-Alix de Choiseul-Praslin (1777–1799) ⚭ Comte Armand-Louis-Amédée de Hautefort

### Heirat und Nachkommen
Er heiratete Charlotte Antoinette O’Brien Thomond (Tochter des Maréchal de Thomond) und hatte drei Kinder, zwei Töchter und einen Sohn, Charles-Félix de Choiseul-Praslin (1778–1841), Vater von Charles Théobald de Choiseul-Praslin (1805–1847).

## Karriere
Am 6. April 1772 trat er als Sous-lieutenant à la suite in das „3e régiment d’artillerie“ in Besançon ein. Am 18. April 1774 wurde er zum Capitaine der Kavallerie befördert und am 10. Dezember 1776 in das Régiment Royal-Cravates cavalerie versetzt. Er wechselte dann zur Infanterie und wurde am 3. Juni 1779 Colonel en second des Régiment de La Reine. Am 21. Juni schließlich wurde er zum Colonel des Régiment de Lorraine befördert.
1789 wurde er zum stellvertretenden Deputierten für die Sénéchaussée des Comté du Maine in die Generalstände gewählt. Nach dem Rücktritt von Jean-Louis de Montesson am 20. August 1789 übernahm er dessen Stelle als Vollmitglied der Versammlung. Er nahm nur wenig an den Beratungen teil, billigte aber die Vorgehensweise von Général Bouillé in der Nancy-Affäre. Nachdem König Ludwig XVI. mit seiner Familie von Versailles nach Paris umgezogen war, leistete Choiseul-Praslin der Nationalversammlung den Treueeid.
Auf seinen Wunsch hin wurde er in den Protokollen stets als „M. Praslin le jeune“ (M. Praslin der Jüngere) bezeichnet.
Am 28. November 1791 zum Maréchal de camp befördert, emigrierte er nicht und wurde 1793 der antirevolutionären Umtriebe verdächtigt und verhaftet. Die Zeit bis zum Sturz von Robespierre am „9 thermidor an II“ (27. Juli 1794) musste er im Gefängnis verbringen. Möglicherweise ist er nur durch die Entmachtung Robespierres der Guillotine entgangen.
Danach hielt er sich bis zum Staatsstreich des 18. Brumaire VIII vom politischen Geschäft fern, wurde dann aber in die Regierung des Konsulats berufen.
Bonaparte ernannte ihn zum „Sénat conservateur“ und verlieh ihm am 2. Oktober 1803 das Kreuz der Légion d’honneur. Am 14. Juni 1804 erhielt er das Kommandeurskreuz des Ordens verliehen.
Antoine-César de Choiseul-Praslin, duc de Praslin, comte de Chevigny, vicomte de Melun, baron de La Flèche und Sainte-Suzanne, Pair de France, starb am 28. Januar 1808 in Paris. Seine letzte Ruhestätte findet sich im Panthéon (Paris).